# Fosse no 1 des mines de l'Escarpelle
La fosse no 1 de la Compagnie des mines de l'Escarpelle est un ancien charbonnage du Bassin minier du Nord-Pas-de-Calais, situé à Roost-Warendin. Les travaux commencent en 1847 à environ 400 mètres à l'ouest de la Scarpe, la proximité du cours d'eau s'avère problématique lors du fonçage, puisqu'il entraîne des venues d'eau. Le 18 avril 1849, la houille est officiellement constatée à la profondeur de 159 mètres. L'extraction commence l'année suivante. Grâce à cette fosse, la Compagnie obtient le 27 novembre 1850 une concession de 4 721 hectares, la première du nouveau bassin du Pas-de-Calais.
La productivité de cette fosse n'étant pas excellente, d'autres fosses sont ouvertes. En 1890, le chevalement en bois est remplacé par un nouveau, toujours en bois. Après la Première Guerre mondiale, il est remplacé par le chevalement métallique de la fosse no 6. À partir de 1923, l'extraction cesse à la fosse no 1, elle assure désormais le service de la fosse no 9. Après la Nationalisation, la fosse assure l'aérage des fosses nos 5 et 9 jusqu'en 1954, date à laquelle le puits est remblayé.
Le chevalement est abattu en 1958. De la fosse il ne reste plus rien. En revanche, ses trois terrils, nos 123, 139 et 141, existent toujours. Ils n'ont pas été exploités, et sont entièrement boisés. Ils ont été classés le 30 juin 2012 au patrimoine mondial de l'Unesco.

## La fosse
La fosse est creusée dès 1847 à 400 mètres à l'ouest de la rive gauche de la Scarpe, au sud de Roost-Warendin. Le terrain houiller est atteint à 154 mètres, et la houille est officiellement constatée le 18 avril 1849, à la profondeur de 159 mètres. Le diamètre du puits est de 2,80 mètres et il est muni d'un cuvelage en bois de chêne. Un premier accrochage est établi à 233 mètres et l'approfondissement du puits se termine provisoirement en juin 1849 à 240 mètres.
La fosse no 1 entre en exploitation à la fin de 1850 et produit cette année 2 000 tonnes seulement. Son extraction reste faible, 20 à 30 000 tonnes pendant bien des années. La mise en exploitation de la fosse no 2 vient augmenter la production, qui ne dépasse pas, cependant, 50 à 60 000 tonnes jusqu'en 1860, malgré le contingent fourni par la fosse no 3.
Les ouvriers se rendent au fond en empruntant les échelles installées sur un des côtés du puits. Les terrains supérieurs sont très irréguliers, mais ils s'améliorent en profondeur. Pendant ses premières décennies, la fosse n'a fourni qu'une extraction annuelle assez faible comparé aux autres fosses de la Compagnie. Le grisou y existe.
En 1876, deux cages se rencontrent dans le puits et entraînent la mort de treize mineurs. En 1881, le cuvelage en bois est remplacé par un autre en fonte. Le vieux chevalement en bois de 1850 est remplacé en 1890 par un autre chevalement, également en bois. La fosse est détruite en 1918. Reconstruite après les hostilités, elle est équipée du chevalement métallique provenant de la fosse no 6. L'extraction cesse en 1923. La fosse sert alors au service de la fosse no 9, située à 1 160 mètres au nord-nord-est.
Après la Nationalisation, elle sert à l'aérage des fosses nos 5 et 9, le puits no 5 est situé à 1 630 mètres au sud-ouest. Elle assure plus précisément le retour d'air. En 1954, le puits, profond de 409 mètres, est remblayé. La fosse est la première de l'ancienne Compagnie des mines de l'Escarpelle à fermer ses portes, avec la fosse no 4 - 4 bis. La production totale a été de 3 237 391 tonnes de charbon maigre.
Le chevalement est abattu en 1958, Il ne reste plus rien de la fosse. Au début du XXIe siècle, Charbonnages de France matérialise la tête de puits, et y installe un exutoire de grisou. Le BRGM y effectue des inspections chaque année.

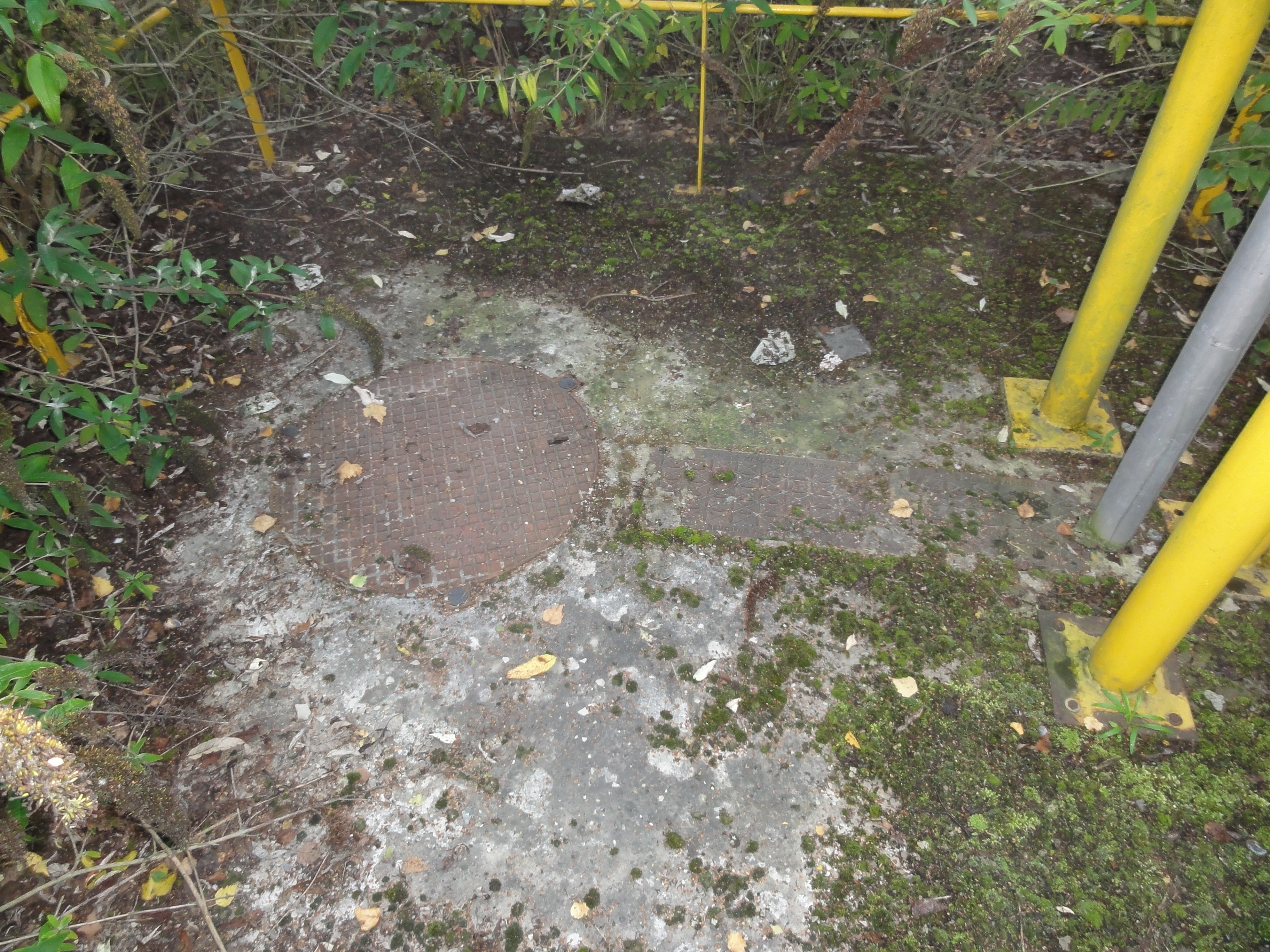
La tête de puits matérialisée.
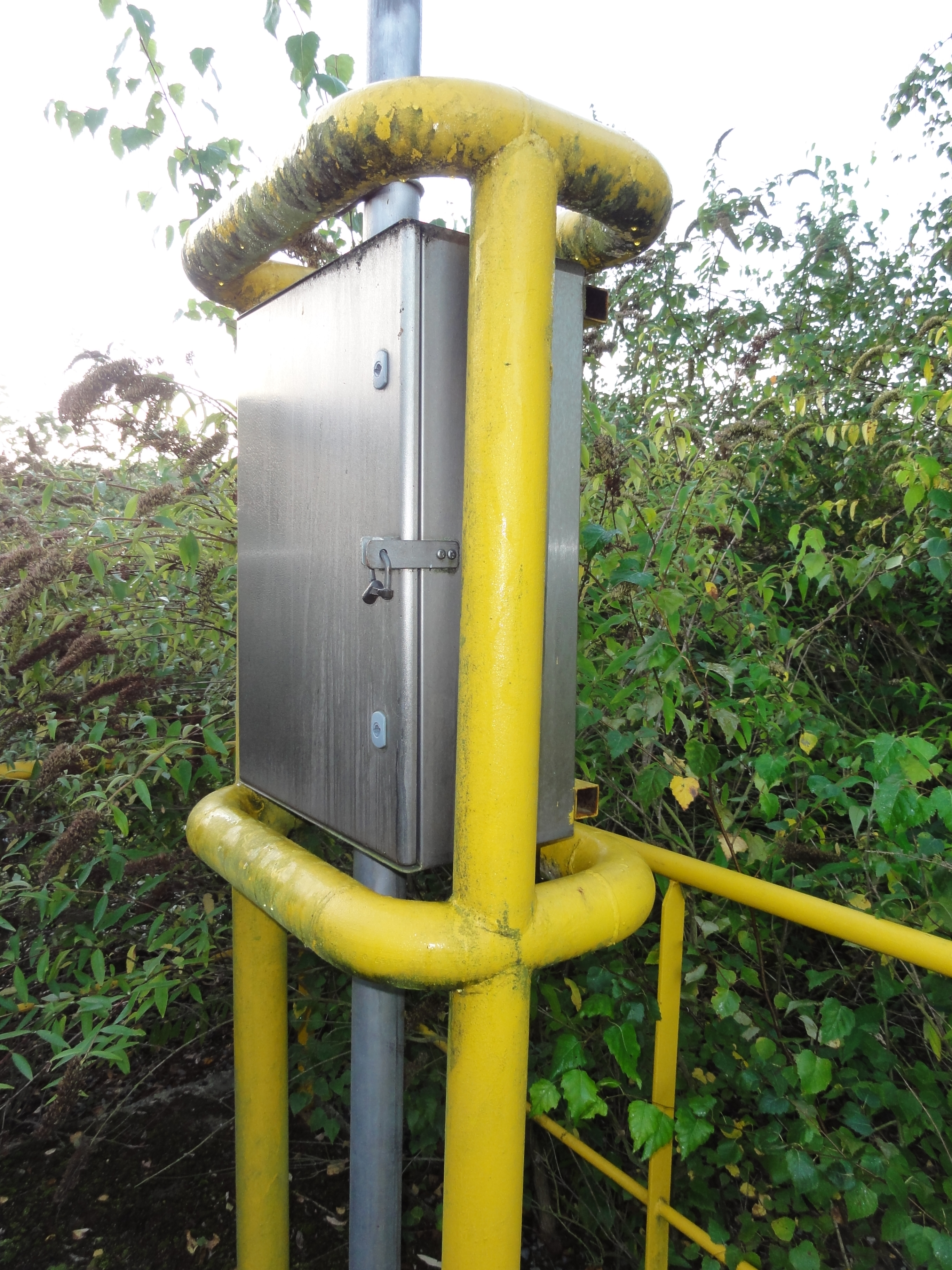
L'exutoire de grisou.
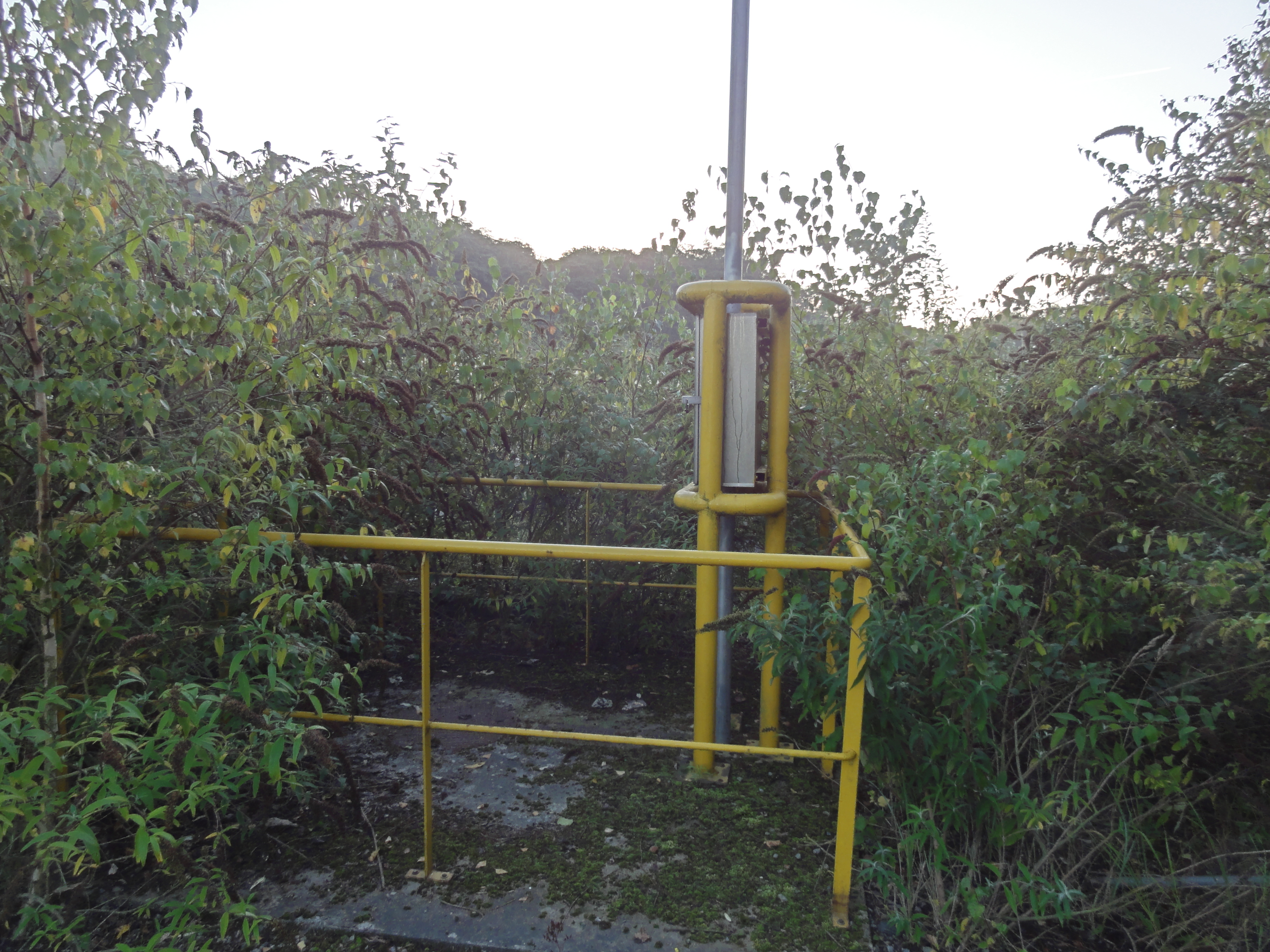
Le puits dans son environnement.
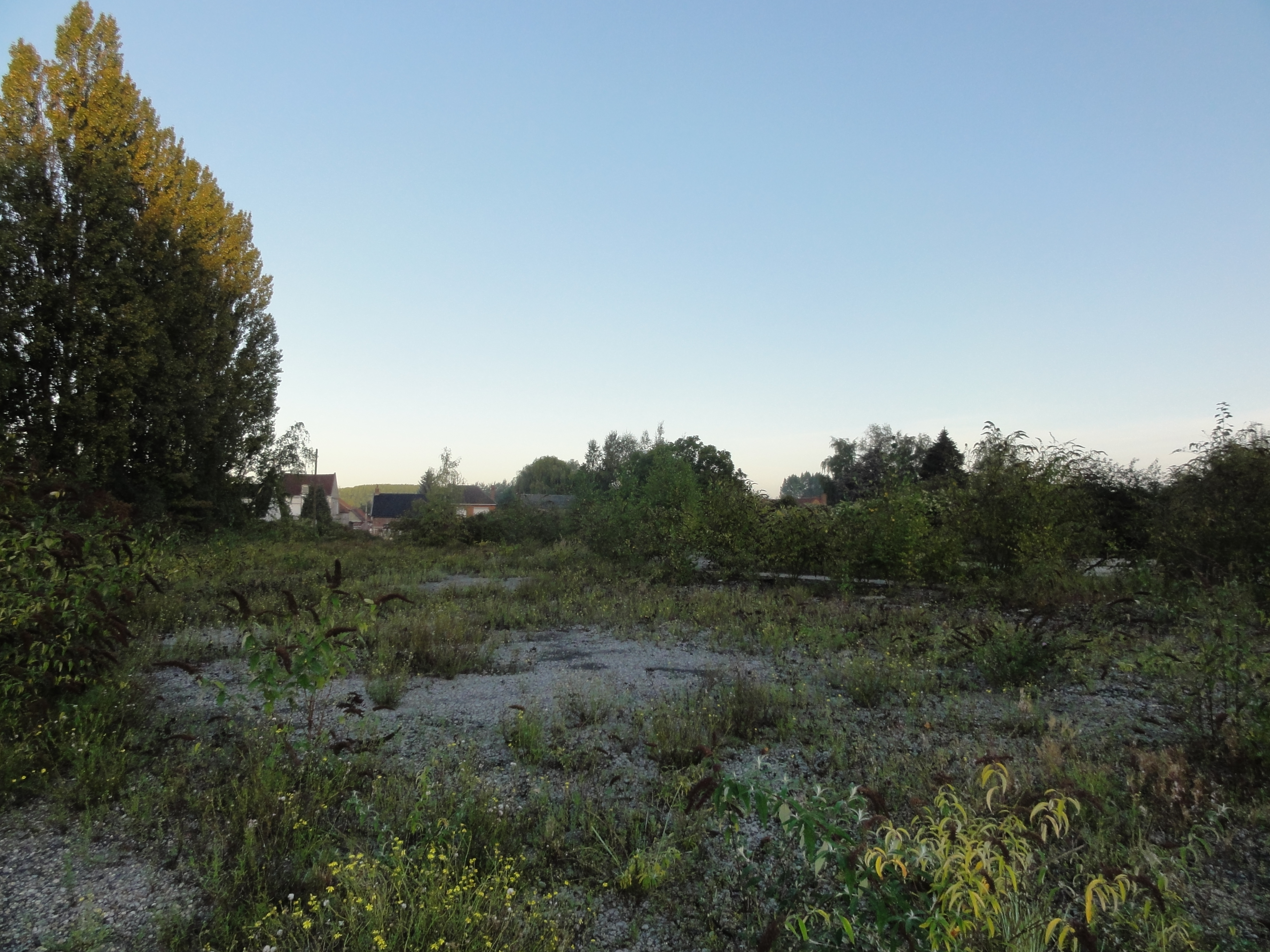
Le carreau de fosse.
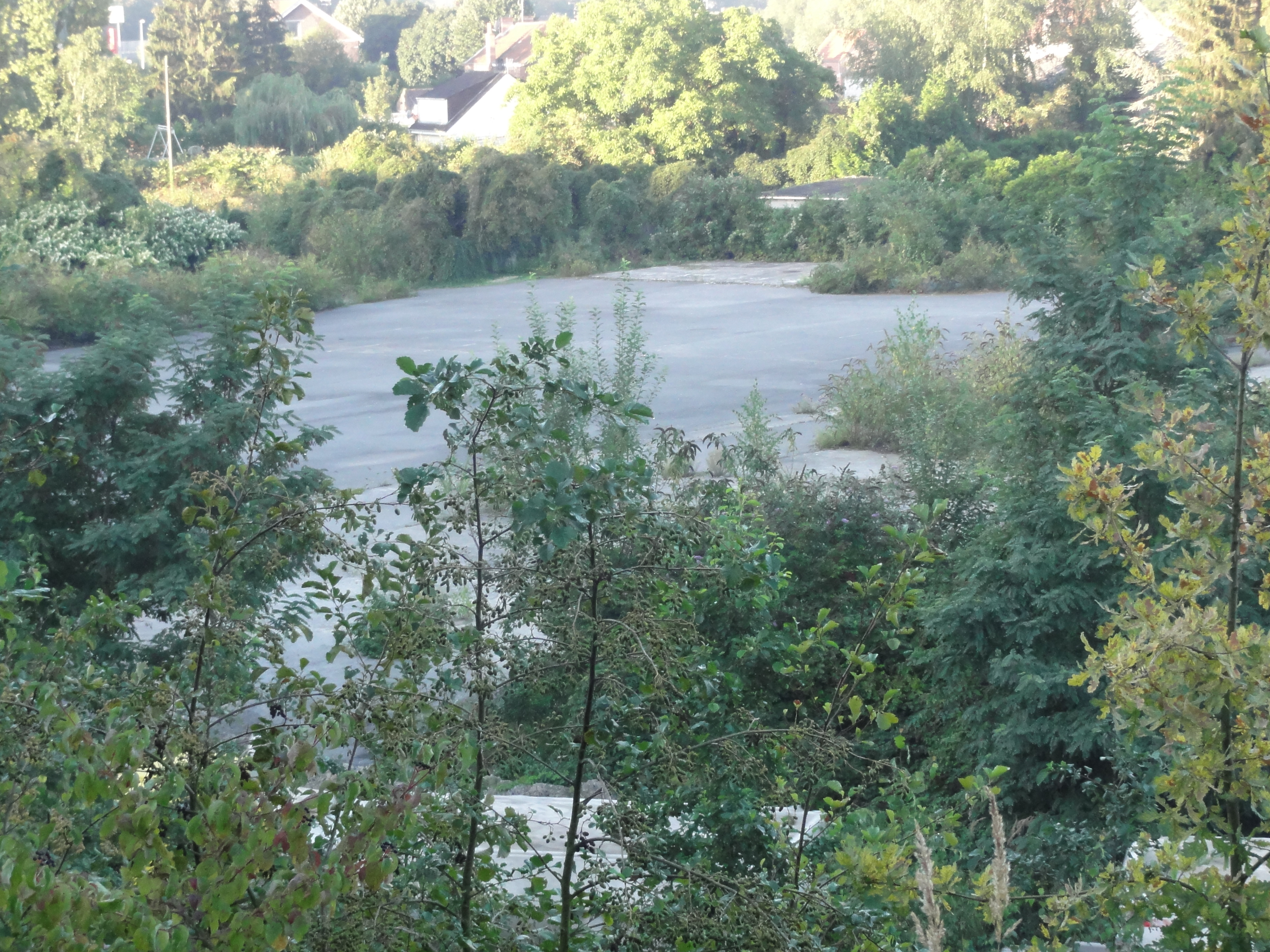
Le carreau de fosse.

## Les terrils
Trois terrils ont été édifiés par la Compagnie des mines de l'Escarpelle au nord de la fosse no 1. Bien qu'ils lui soient attribués, les fosses nos 3, 4 - 4 bis et 5 y ont apporté une quantité non négligeable de matériaux. Ces terrils sont désormais des espaces naturels protégés, et sont accessibles au public. Ils sont assez connus dans la région, étant donné qu'ils sont situés au nord de l'Autoroute A21, et sont bien visibles. Ils font partie des 353 éléments répartis sur 109 sites qui ont été classés le 30 juin 2012 au patrimoine mondial de l'Unesco. Ils constituent en partie le site no 35.

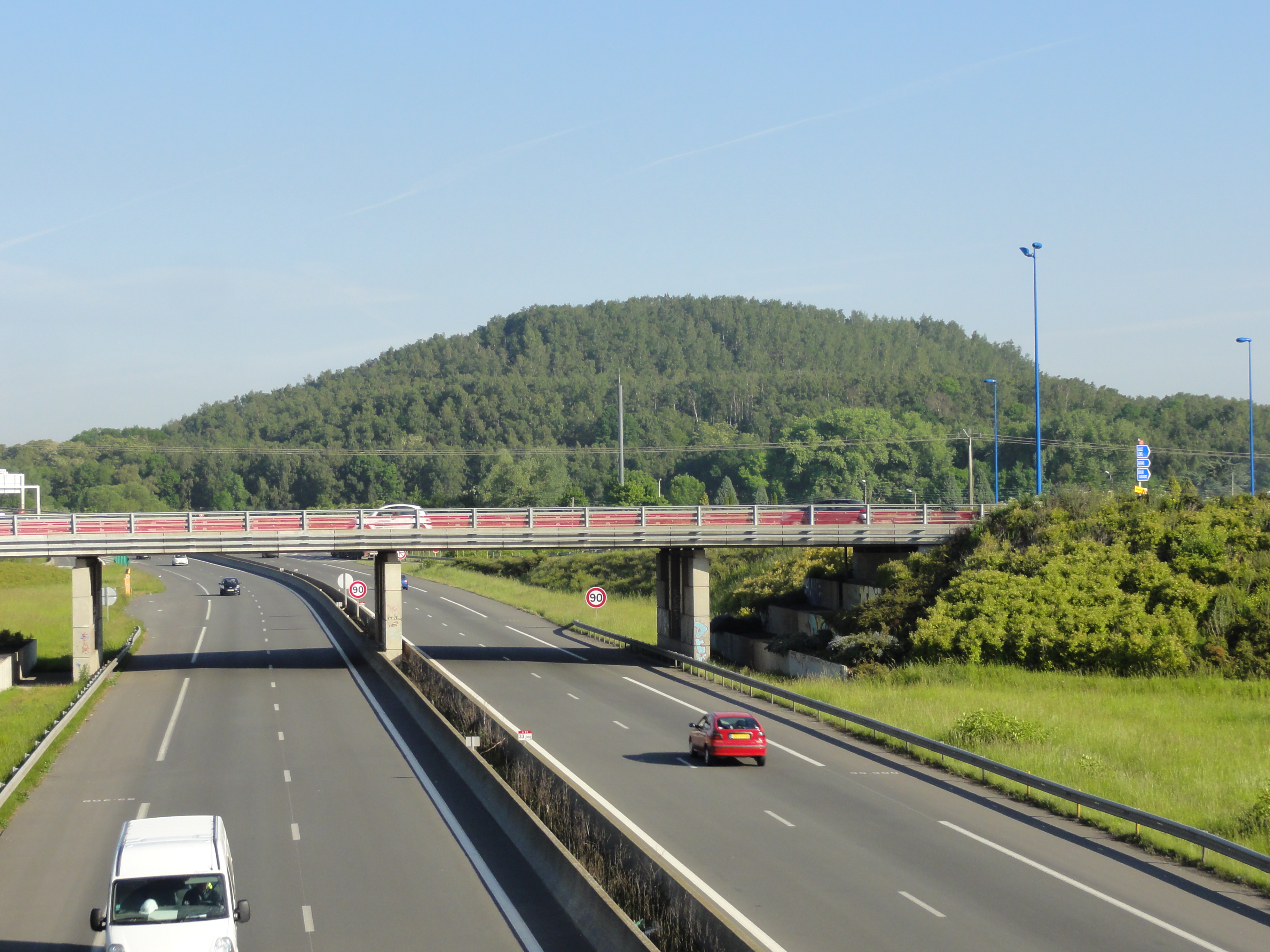
Les terrils Escarpelle ancien plat et 1 Nouveau Est.

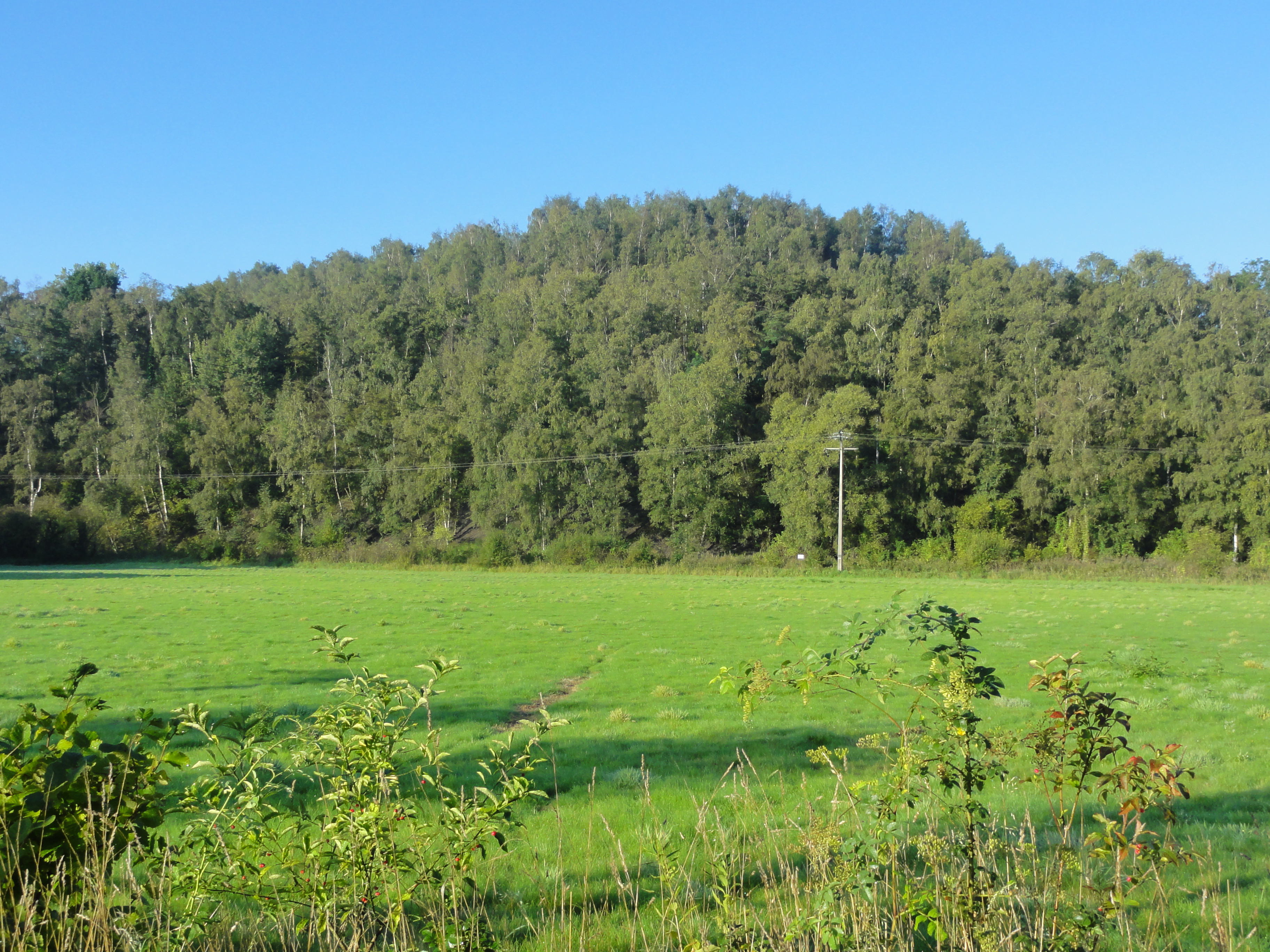
Les terrils Escarpelle ancien plat et 1 Nouveau Est.

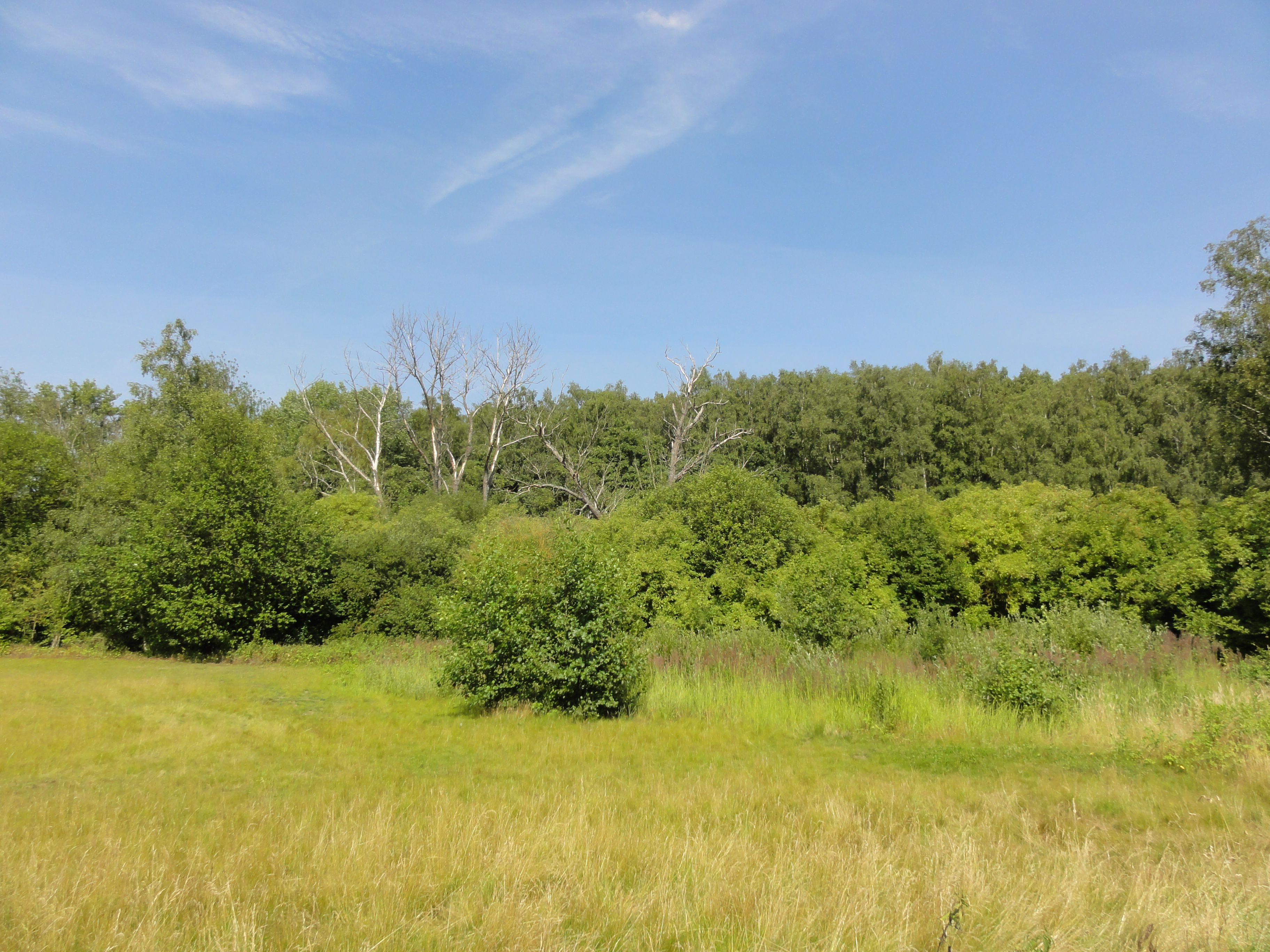
Le terril des Paturelles.

### Terrilno123, Escarpelle ancien plat
50° 24′ 14″ N, 3° 06′ 47″ E
Le terril no 123, situé à Roost-Warendin, est un terril plat de la fosse no 1 des mines de l'Escarpelle, sur lequel a été édifié le terril conique no 141.

### Terrilno141, 1 Nouveau Est
50° 24′ 14″ N, 3° 06′ 35″ E
Le terril no 141, situé à Roost-Warendin, est le terril conique de la fosse no 1 des mines de l'Escarpelle. Il est haut et entièrement boisé. Il a été établi par-dessus le terril no 123.

### Terrilno139, Pâturelles
50° 24′ 23″ N, 3° 07′ 18″ E
Le terril no 139, situé à Roost-Warendin, est un terril plat, boisé et très étendu, de la fosse no 1 des mines de l'Escarpelle. Les autres terrils de cette fosse, nos 123 et 141, sont situés au sud-ouest.

## La cité
La première cité ouvrière de la Compagnie a été commencée à Roost-Warendin en 1852 et terminée en 1853. Elle a depuis été démolie.